# Erinnyis stheno
Erinnyis stheno is een vlinder uit de familie van de pijlstaarten (Sphingidae). De wetenschappelijke naam van de soort werd in 1829 gepubliceerd door Carl Geyer.